# Якшуново (посёлок)
Якшуново — посёлок в Дзержинском районе Калужской области России. Входит в состав сельского поселения «Село Совхоз Чкаловский».

## География
Посёлок находится на севере центральной части Калужской области, в зоне хвойно-широколиственных лесов, на правом берегу реки Угра, при автодороге 29Н-089, на расстоянии примерно 21 км (по прямой) к югу от Кондрово, административного центра района. Абсолютная высота — 167 м над уровнем моря.

### Климат
Климат характеризуется как умеренно континентальный, с тёплым летом и умеренно морозной зимой. Среднегодовая многолетняя температура воздуха составляет 4 — 4,6 °С. Средняя температура воздуха самого тёплого месяца (июля) — 17,8 °C (абсолютный максимум — 39 °C); самого холодного (января) —−8,9 °C (абсолютный минимум — −35,2 °C). Безморозный период длится в среднем 149 дней. Среднегодовое количество атмосферных осадков составляет 654 мм, из которых 441 мм выпадает в период с апреля по октябрь. Снежный покров держится в течение 130—145 дней.

### Часовой пояс
Посёлок Якшуново, как и вся Калужская область, находится в часовой зоне МСК (московское время). Смещение применяемого времени относительно UTC составляет +3:00.

## Население
По данным на 2020 год, население посёлка составляет 369 человек.